# Giuseppe Raffeiner
Giuseppe Raffeiner (Nova Ponente, 18 gennaio 1895 – Nova Ponente, 25 gennaio 1974) è stato un politico italiano.